# Macrocoris
Macrocoris is een geslacht van wantsen uit de familie van de Naucoridae (Zwemwantsen). Het geslacht werd voor het eerst wetenschappelijk beschreven door Signoret in 1861.

## Soorten
Het genus bevat de volgende soorten:

- Macrocoris convexus Montandon, 1897
- Macrocoris distinctus Bergroth, 1893
- Macrocoris flavicollis Signoret, 1861
- Macrocoris intermedius Poisson, 1959
- Macrocoris laticollis Montandon, 1909
- Macrocoris nigropunctatus Montandon, 1909
- Macrocoris rhantoides (Poisson, 1963)
- Macrocoris schoutedeni Poisson, 1948
- Macrocoris sikorae Bergroth, 1893